# Schlossbrunnen (Hannover)

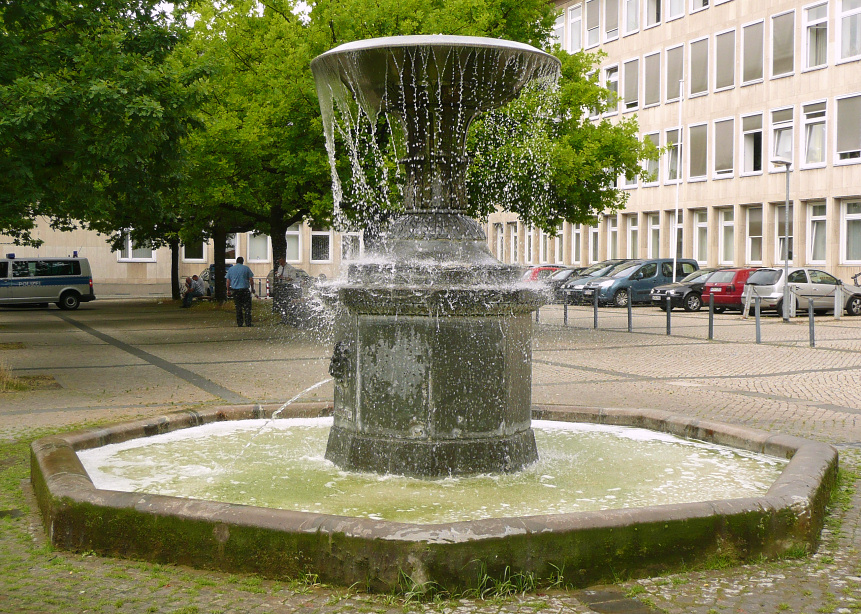
Schlossbrunnen heute auf dem Hannah-Arendt-Platz

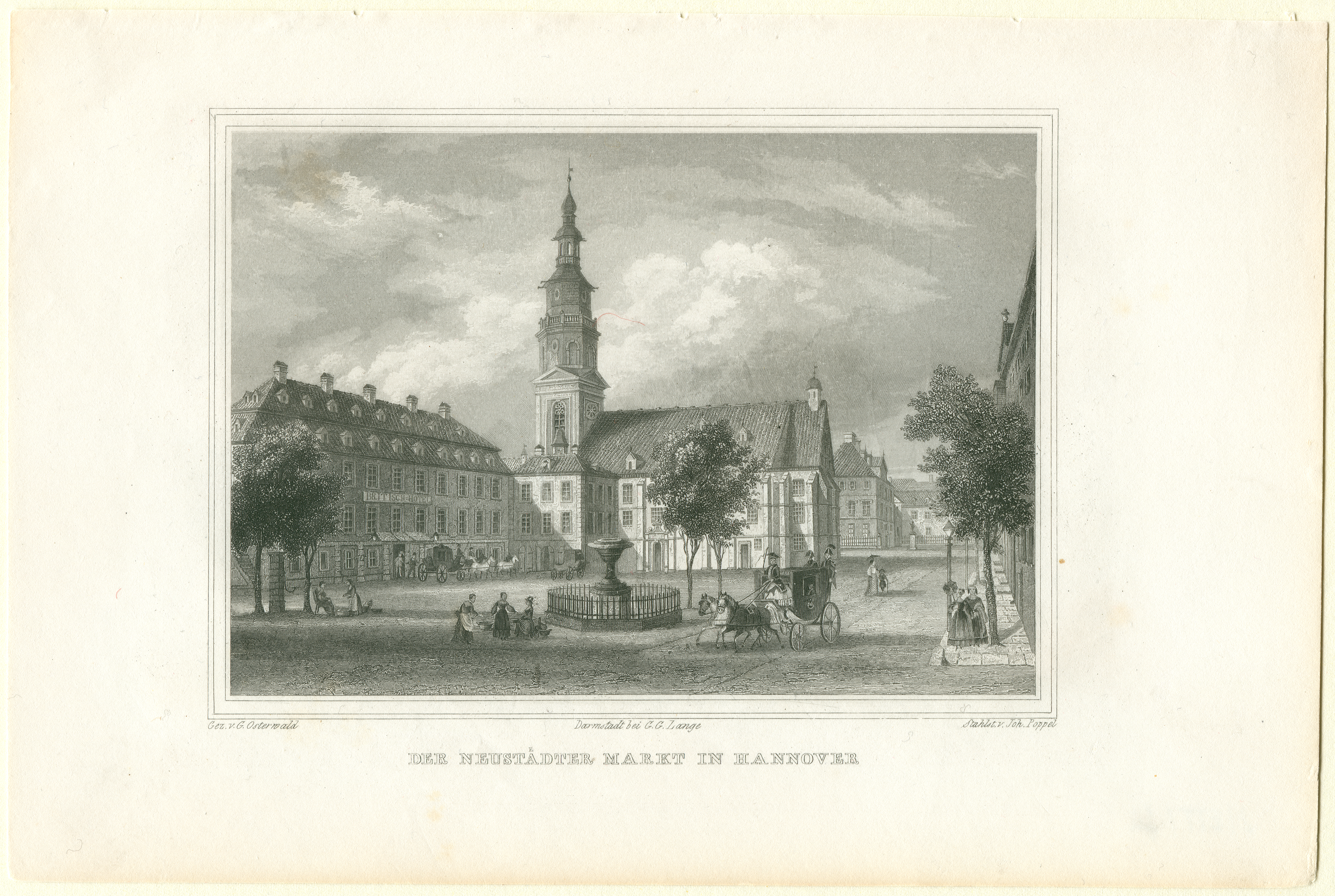
Um 1858: Der Schlossbrunnen auf dem Neustädter Markt; Stahlstich von Johann Poppel nach einer Zeichnung von Georg Osterwald

Der Schlossbrunnen in Hannover befindet sich auf dem Hannah-Arendt-Platz gegenüber dem Leineschloss. Er ist der älteste erhaltene Brunnen der Stadt. Der im Stil des Klassizismus gestaltete Brunnen wurde erst nach mehrfachen Umsetzungen 1955 hier aufgestellt.

## Geschichte
Der Brunnen war der Nachfolger des 1802 abgebrochenen Parnass-Brunnens und stand ursprünglich ab 1829 in der Calenberger Neustadt auf dem Neustädter Marktplatz. Dort wurde er 1914 im Zusammenhang mit dem Bau des Duve-Brunnens entfernt und an die Oberrealschule am Clevertor versetzt (dort bis 1952). Bevor man den Brunnen 1953 an den heutigen Platz versetzte, wurde der einst gewölbte Aufsatz zu einer Schale umgebaut mit einem Durchmesser von 1,80 Metern.